# Nathalia Dill
Nathalia Dill, teljes nevén Nathalia Goyannes Dill Orrico (Rio de Janeiro, 1986. március 24.) brazil filmszínésznő.

## Pályafutása
A Malhação című telenovellában a negatív főszereplő, Débora Rios szerepét játszotta. Ezt követően a Rede Globo Benedito Ruy Barbosa által rendezett Paraíso című sorozatában Maria Rita (Santinha) szerepét alakította. Ezt követően őt választották ki az Escrito nas Estrelas főszerepére (Viviane) is.

## Fordítás
- Ez a szócikk részben vagy egészben a Nathalia Dill című angol Wikipédia-szócikk ezen változatának fordításán alapul.  Az eredeti cikk szerkesztőit annak laptörténete sorolja fel. Ez a jelzés csupán a megfogalmazás eredetét és a szerzői jogokat jelzi, nem szolgál a cikkben szereplő információk forrásmegjelöléseként.